# 守谷站
守谷站（日语：／ Moriya eki */?）是位於日本茨城縣守谷市中央，屬於關東鐵道、首都圈新都市鐵道的鐵路車站。
此站有關東鐵道常總線與首都圈新都市鐵道筑波快線停靠，是轉乘站。筑波快線車站設有車站編號「TX15」。

## 車站構造
- 1樓：關東鐵道常總線月台
- 2樓：關東鐵道常總線、筑波快線閘口
- 3樓：筑波快線月台

### 關東鐵道
開業時是側式、島式月台2面3線的地面車站，伴隨筑波快線的建設工程臨時拆去3號月台。後來改為島式月台2面4線的構造，移至新的跨站式站房，並引入自動閘機。定期券發售站。

#### 月台配置
| 月台 | 路線    | 目的地                 |
| ---- | ------- | ---------------------- |
| 1、2 | ■常總線 | 戶頭、取手方向         |
| 3、4 | ■常總線 | 水海道、下妻、下館方向 |

- 單線路段開出的一人控制列車的折返車站。

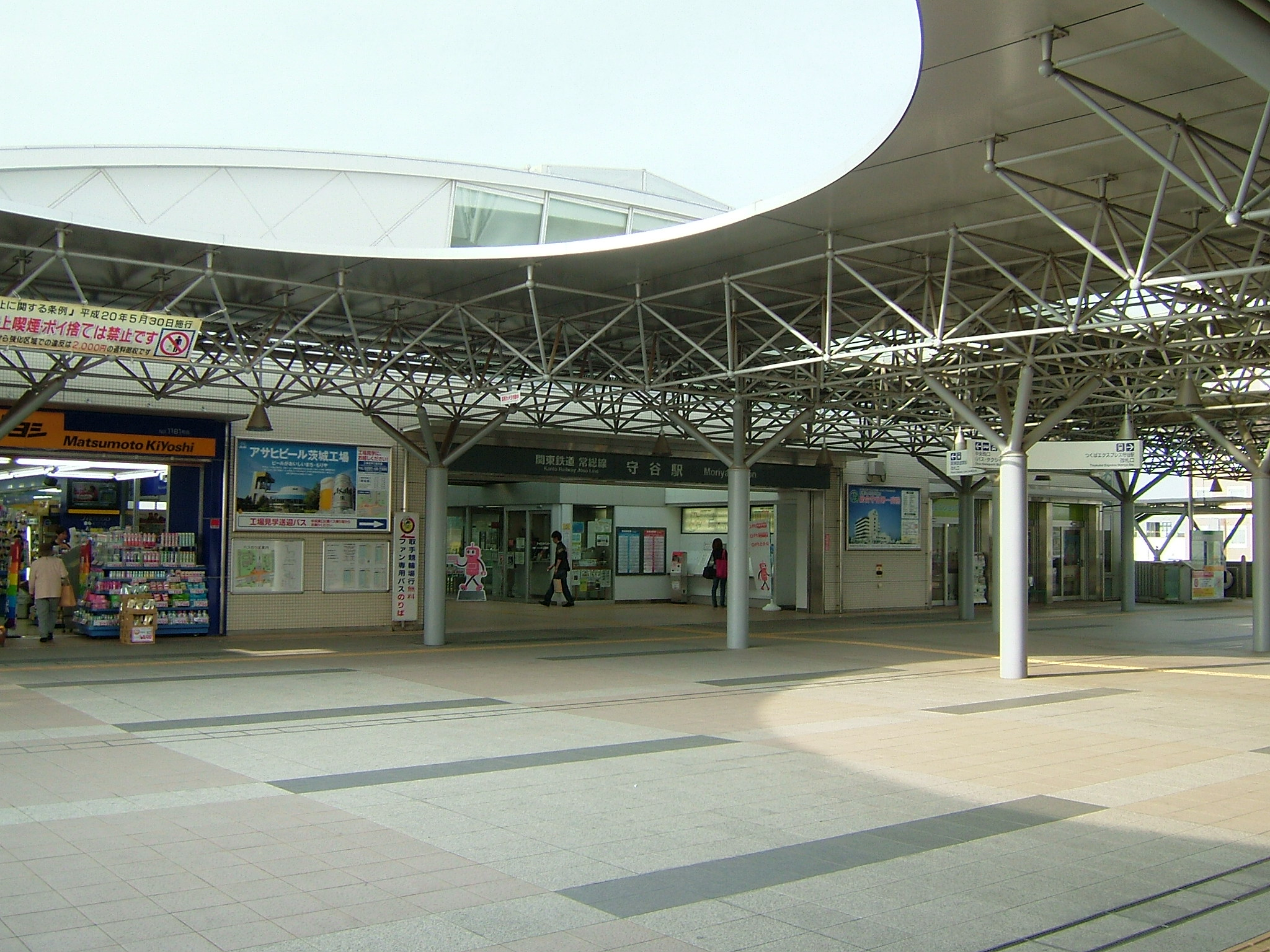
連絡大堂看見的常總線守谷站
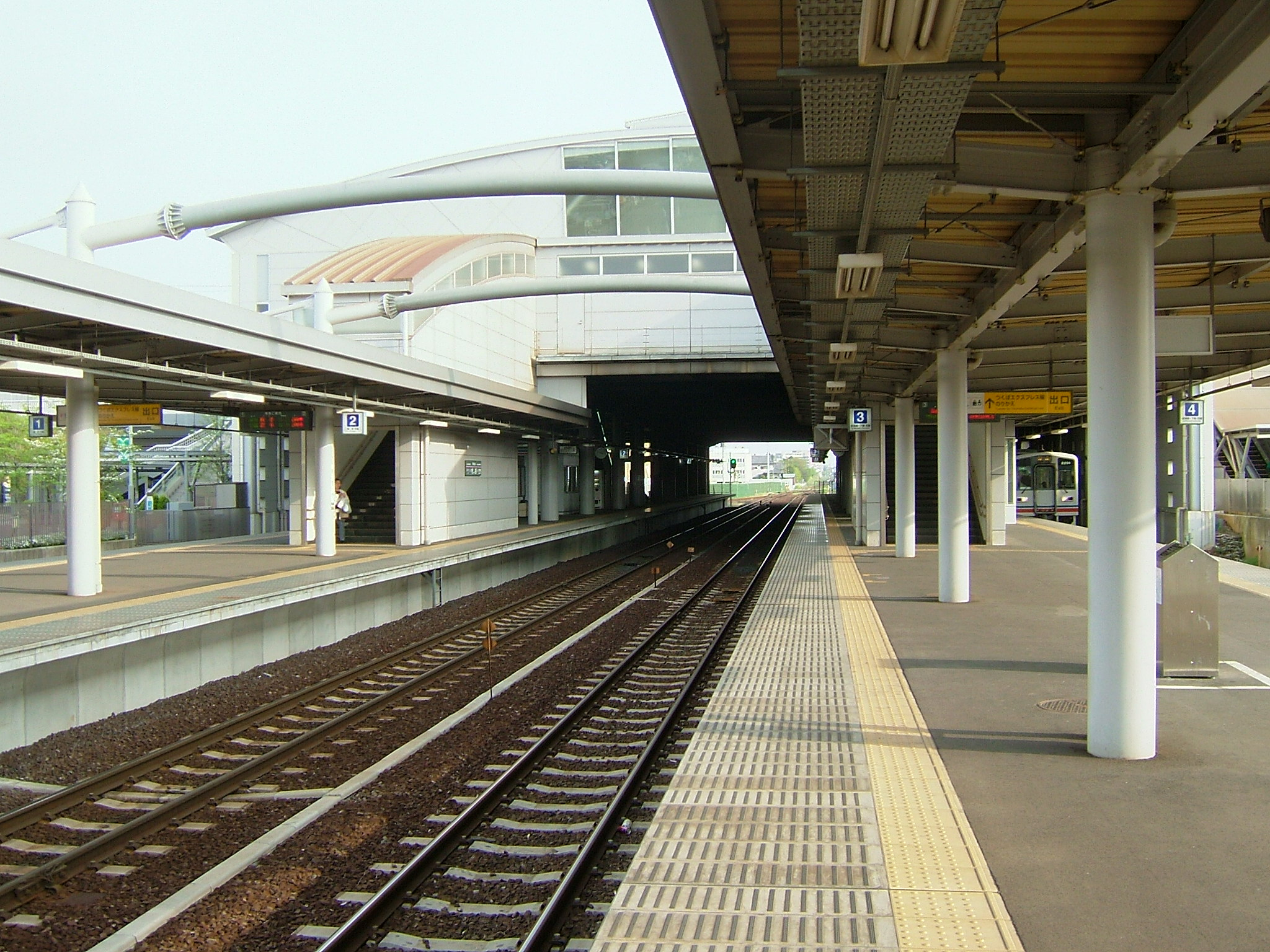
月台

### 首都圈新都市鐵道
島式月台2面4線的高架車站。定期券發售站。
筑波快線從起站秋葉原至本站使用1500V直流電；本站以北至終點筑波站使用20,000V 50Hz交流電，交直流交界中性區間設於本站與未來平車站之間。此站也是筑波快線綜合基地的鄰接站。

#### 月台配置
| 月台 | 路線     | 目的地                           |
| ---- | -------- | -------------------------------- |
| 1、2 | 筑波快線 | 筑波方向                         |
| 3、4 | 筑波快線 | 流山大鷹之森、北千住、秋葉原方向 |

2號月台於2018年3月17日追越設備啟用前只供落客。

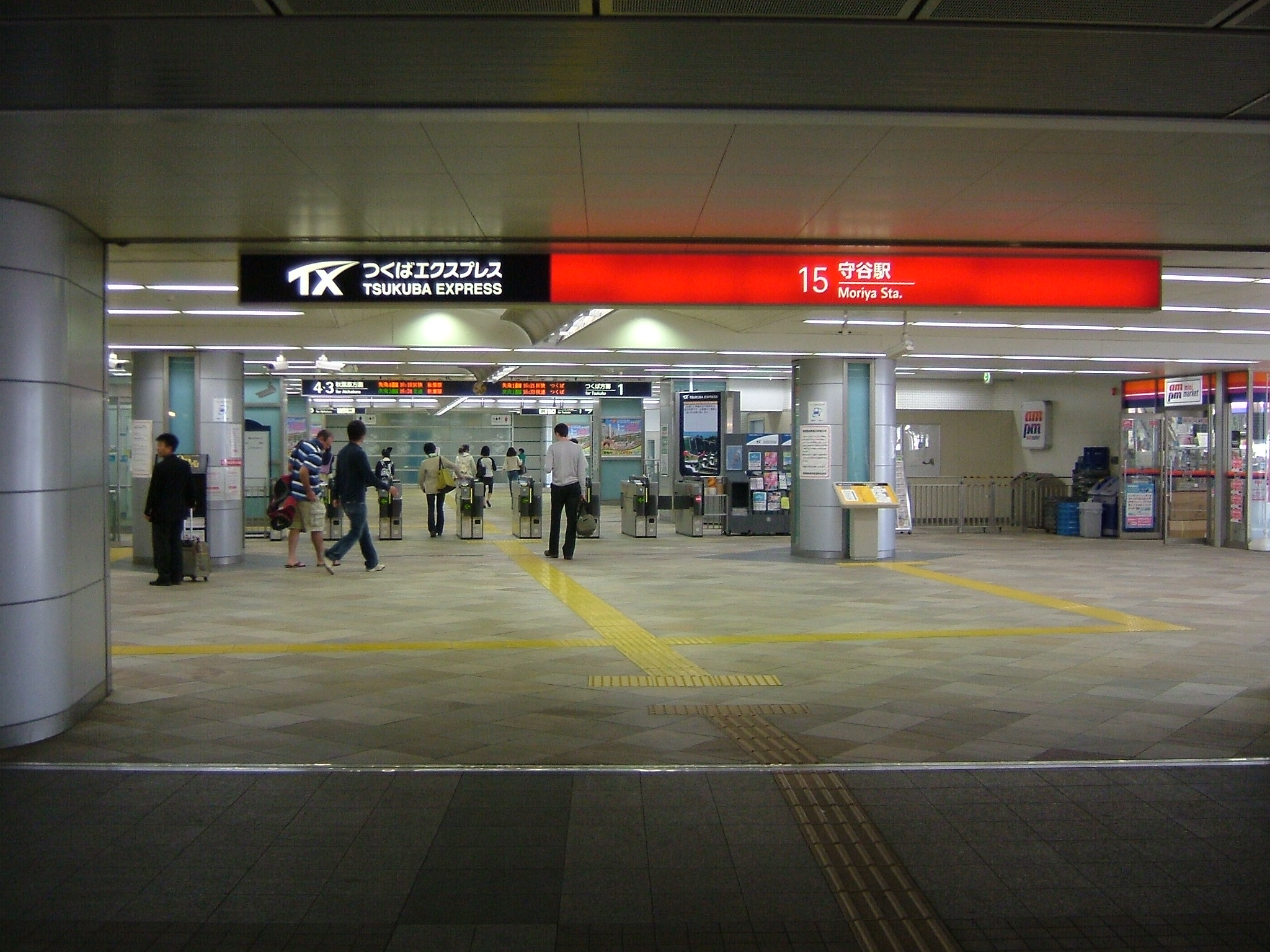
閘口
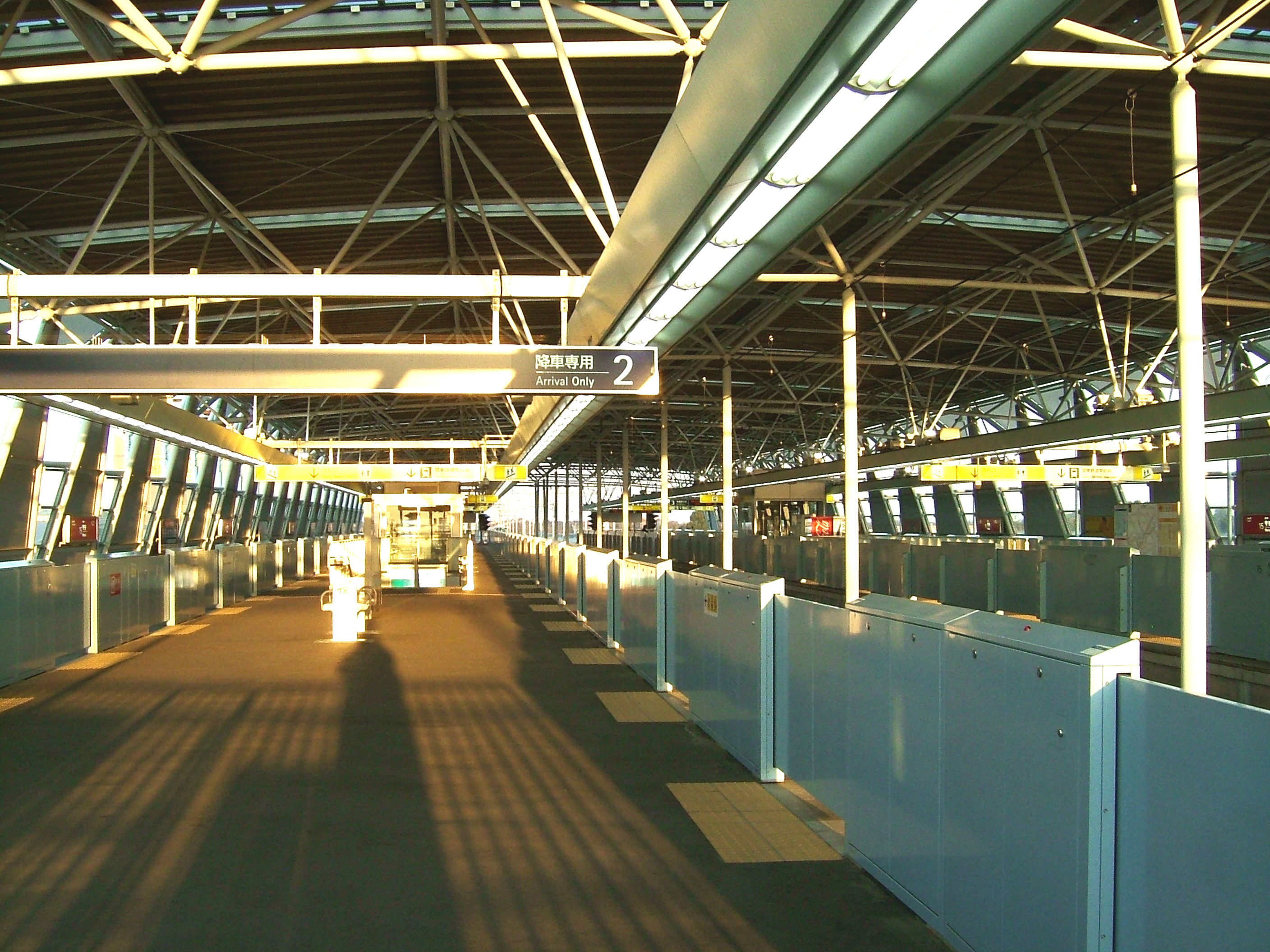
月台

## 利用狀況
- 首都圈新都市鐵道 - 2016年度1日平均上車人次為24,516人[3]。
- 關東鐵道 - 2014年度1日平均上下車人次為13,922人[4]。

開業以來一日平均上車、上下車人次的推移如下表。
| 年度               | 首都圈 新都市鐵道 | 關東鐵道           | 關東鐵道 |
| 年度               | 1日平均 上車人次  | 1日平均 上下車人次 |          |
| ------------------ | ----------------- | ------------------ | -------- |
| 2005年（平成17年） | 12,191            |                    |          |
| 2006年（平成18年） | 15,715            | 10,035             |          |
| 2007年（平成19年） | 18,668            | 11,327             |          |
| 2008年（平成20年） | 20,199            | 11,603             |          |
| 2009年（平成21年） | 21,374            | 11,863             |          |
| 2010年（平成22年） | 22,182            | 11,692             |          |
| 2011年（平成23年） | 22,644            | 11,552             |          |
| 2012年（平成24年） | 23,709            | 12,275             |          |
| 2013年（平成25年） | 24,326            | 12,889             |          |
| 2014年（平成26年） | 23,575            | 13,922             |          |
| 2015年（平成27年） | 24,066            |                    |          |
| 2016年（平成28年） | 24,516            |                    |          |

全線內次於秋葉原站、北千住站、南流山站、流山大鷹之森站排行第5位。有較多往東京都心方向的通勤客。

## 相鄰車站
關東鐵道
■常總線
快速
南守谷－守谷－水海道
普通
南守谷－守谷－新守谷
 首都圈新都市鐵道
 筑波快線
■快速
流山大鷹之森（TX12）－守谷（TX15）－筑波（TX20）
■通勤快速
柏之葉校園（TX13）－守谷（TX15）－研究學園（TX19）
■區間快速（未來平方向此站起各站停車）
柏之葉校園（TX13）－守谷（TX15）－未來平（TX16）
■普通
柏田中（TX14）－守谷（TX15）－未來平（TX16）

## 延伸閱讀
- 曽根悟（監修）. 朝日新聞出版分冊百科編集部（編集） , 编. . 週刊朝日百科. 21号 関東鉄道・真岡鐵道・首都圏新都市鉄道・流鉄. 朝日新聞出版. 2011-08-07.

## 外部連結
- 守谷站 | 車站資訊、路線圖 | 筑波快線（页面存档备份，存于）
- 守谷站（页面存档备份，存于） - 關東鐵道